# Judita Leitaitė
Judita Leitaitė (27 de diciembre de 1959 (65 años), Kaunas) es una cantante mezzosoprano.

## Biografía
Finalizó su enseñanza secundaria en la Escuela Media Kaunas "Vyturys". En 1984 se graduó con honores de la Academia Lituana de Música y Teatro, donde fueron sus profesoras Elena Dirsienė y Giedrė Kaukaitė.
Ha sido ganadora de concursos internacionales; es profesora de la Academia Lituana de Música y Teatro; como solista es una de las más destacadas lituanas intérpretes de música de cámara. Estudió con famosos maestros de canto E. Schwarzkopf (Austria, 1990), C. Bergonzi (Italia, 1996), T. Krause (Alemania, 2000), J. Goldberg (EE. UU. 2003) profesor. S. Malcev (Rusia, 2007-2013).
Desde 1984, es solista de la Filarmónica Nacional de Lituania. Y, desde 2001, enseña canto en la Escuela de Música Balys Dvarionas; y, canto de cámara en la Academia Lituana de Música. 

## Creaciones
Su repertorio incluye varios estilos de música de cámara, y obras instrumentales de partes solistas vocales. En primer lugar por Anatoly Šenderovas, Balakauskas y otros compositores lituanos. Se ha presentado en Europa, EE. UU., Sudáfrica e Israel. Participó en numerosos festivales de música.
El éxito alcanzado la acompañó en Polonia, Dinamarca, Lituania, festivales de Londres, fiestas espectaculares en el palacio de San Petersburgo, Festival de música Real en Estocolmo. Suecia. Dijeron: "Una increíble cantante Judita Leitaitė impresionó no sólo con una hermosa voz, sino también una poderosa representación de pensamiento musical." 

## Discografía
- Judita Leitaitė. Marianna Slobodeniouk (piano), Moscú, orquesta de cámara (conductor de Constantino Orbelian). Vilnius obleas studio 59:96 (1996)
- Judita Leitaitė. Vilnius cuarteto de cuerda, Gražina Ručytė – Landsbergienė (piano). Vilnius obleas de estudio. 59:26 (1996)
- Mis canciones favoritas escandinavas. Piano - Marianna Slabodeniouk, Andrius Vasiliauskas. Vilnius obleas studio 56:47 (1998)
- Le canto al amor. Vilnius obleas studio 52:15 (2003)
- Requiem in memoriam Stasys Lozoraitis. Judita Leitaitė (mezzosoprana), Vilnius Estado del coro de la iglesia. Christopher orquesta de cámara (director artístico Donatas Katkus) Naxos Internacional de los Derechos Ltd. 50:48 (2003)
- Skrendančios De Navidad. Radio lituana 35:09 (2004)
- Ave Maria. Radio Lituana 55:17 (2004)
- Gueto banda sonora original. Antes De registros 36:04 (2006)
- Yo Canto Para Usted. Vilnius obleas studio 47:39 (2006)
- Judita Leitaitė. Sergei Krinicinas. Romances. Sindicato lituano de músicos 49:43 (2006)
- CD de oro de 2007. Derechos de emisión. Judita Leitaitė. Sergey Maltsev. Sindicato lituano de músicos 21:84 (2007)
- Yo elijo el amor.. Judita Leitaitė, 4Tango. Música Hotel 33:00 (2007)
- Para Ti, mi Ángel. Música Real. I – 40:00; II – 39:00 (2CD) (2009)
- Юдита Лейтайте. Сергей Мальцев. Русские романсы. Вечерок. Música Real 69:00 (2009)
- Сергей Мальцев. Юдита Лейтайте. От М. Глинки к И. Дунаевскому. Я помню вальса звук прелестный. Música Real 77:00 (2010)
- Sinceramente Suyo. Música Real 39:00 (2010)
- Judita Leitaitė y Iglesia San Pedro. Christopher orquesta de cámara. Beau Soir. Música Real 37:28 (2014)

## Galardones
- 1987. M. Glinka competencia de canto en Bakú (II premio,
- 1991. competencia en Finlandia (III premio,
- 2004. El orden de vytautas el Caballero de la cruz,
- 2005. Premio del gobierno de cultura y arte,
- 2007. Disco De Oro,
- 2015. medalla "Por méritos de Vilnius y de la nación",
- 2015. Premio del Ministerio lituano de Cultura "Nešk su luz y creer".